# Тренке-Лаукен (округ)
Округ Тренке-Лаукен (ісп. Trenque Lauquen) — адміністративно-територіальна одиниця 2-ого рівня у провінції Буенос-Айрес в центральній Аргентині. Адміністративний центр округу — Тренке-Лаукен (ісп. Trenque Lauquen).
Населення округу становить 43021 особу (2010). Площа — 5500 кв. км.

## Історія
Округ заснований у 1886 році.

## Населення
У 2010 році населення становило 43021 особу. З них чоловіків — 21054, жінок — 21967.

## Політика
Округ належить до 4-ого виборчого сектору провінції Буенос-Айрес.